# 223339 Gregdunn
223339 Gregdunn è un asteroide della fascia principale esterna. Scoperto nel 2003, presenta un'orbita caratterizzata da un semiasse maggiore pari a 3,152820 UA e da un'eccentricità di 0,147170, inclinata di 9,439911° rispetto all'eclittica.
È dedicato a Gregory F. Dunn, ingegnere membro del team NASA New Horizons Solar payload development.